# Мартинец, Томаш
Томаш Мартинец (чеш. Tomáš Martinec, нем. Tomáš Martinec; род. 5 марта 1976, Пардубице, Восточночешский край) — немецкий хоккеист чехословацкого происхождения. Работает тренером в ХК «Адлер Мангейм». Его отец известный в прошлом хоккеист — Владимир Мартинец.

## Карьера
Воспитанник чехословацкого хоккея.
Профессиональную карьеру начал в клубе ХК Кауфбойрен, также выступал за ХК «Градец-Кралове», ХК «Тиммендорфер Штранд 06», ХК «Пршеров», «Изерлон Рустерс», «Адлер Мангейм», «Нюрнберг Айс-Тайгерс» и «Гайльброннер Фалькен», где завершил карьеру игрока в 2011 году.
В составе национальной сборной Германии принимал участие в четырех чемпионатах мира: 2002, 2003, 2004 и 2005, Кубке мира 2004 и зимних Олимпийских игр 2006.
Работает тренером молодежной команды «Адлер Мангейм».